# Adriano Zanaga
Adriano Zanaga   (Pàdua, 14 de gener de 1896 - Pàdua, 31 de gener de 1977) va ser un ciclista italià que fou professional entre 1921 i 1930. Bon rodador, els seus èxits esportius més destacats foren una etapa al Giro d'Itàlia de 1924, dues edicions de la Milà-Torí i el campionat d'Itàlia amateur, el 1921.

## Palmarès
- 1921
  - Campió d'Itàlia de ciclisme en ruta (amateur)
  - 1r a la Copa de la Victòria
  - 1r a la Copa del Re
  - 1r a La Popolarissima
- 1922
  - 1r a la Milà-Torí
  - 1r a la Copa de la Victòria
- 1924
  - 1r a la Copa d'hivern Pirelli
  - Vencedor d'una etapa al Giro d'Itàlia
- 1925
  - 1r a la Milà-Torí
- 1927
  - 1r a la Volta a Turíngia

### Resultats al Giro d'Itàlia
- 1924. Abandona. Vencedor d'una etapa
- 1929. Abandona